# A faluban nincs több kislány
Az A faluban nincs több kislány kezdetű csárdást Lajtha László gyűjtötte a Tolna vármegyei Nagydorogon 1921-ben Arra alá kis kalapot viselnek kezdetű szöveggel.
A dallam eredetileg Radics Béla cigányprímás neve alatt jelent meg A kassai templom földje homokos kezdetű szöveggel.
Feldolgozás:
| Szerző        | Mire          | Mű                            | Előadás |
| ------------- | ------------- | ----------------------------- | ------- |
| Lajtha László | ének, zongora | Arra alá kis kalapot viselnek | [ 2 ]   |
| Farkas Ferenc | ének, zongora | 50 csárdás, 25. kotta         |         |

## Kotta és dallam
| A faluban nincs több kislány, csak kettő, csak kettő. Az egyiket elszerette a jegyző, a jegyző. A másik meg a kapuban neveti, neveti, mer' őt meg a segédjegyző szereti, szereti. | Kiültek a vénasszonyok a padra, kis padra, Isten tudja, miről folyik a pletyka, a pletyka. Nem kérem én a jó Istent csak arra, csak arra, valamennyit ragassza le a padra, kis padra. |

A Lajtha László gyűjtötte szöveg:
| Arra alá kis kalapot viselnek, viselnek. A legények házasodni nem mernek, nem mernek, Mert mind olyan a mostani menyecske, menyecske: Szép az ura, mégis legényt szeretne, szeretne. | Arra alá kis tunikát viselnek, viselnek. A leányok férjhez menni nem mernek, nem mernek, Mert mind olyan a mostani férjecske, férjecske: Szép az asszony, mégis leányt szeretne, szeretne. |

## Felvételek
- A faluban nincs több kislány. Barabás Sándor  YouTube (2015. február 17.)  (Hozzáférés: 2016. április 28.) (videó)
- A faluban nincs több kislány. Melody Boys  YouTube (2015. szeptember 1.)  (Hozzáférés: 2016. április 28.) (audió)
- A faluban nincs több kislány. L'amour  YouTube (2016. január 16.)  (Hozzáférés: 2016. április 28.) (audió)